# Florida State Road 924
Die Florida State Road 924 ist eine State Route im US-Bundesstaat Florida, deren autobahnähnlich ausgebauter Westabschnitt lokal auch als Gratigny Parkway bekannt ist. Sie führt auf einer Länge von gut 13 Kilometern von Miami Lakes nach North Miami innerhalb des Miami-Dade County. Die Straße wird von der Miami-Dade Expressway Authority betrieben.

## Streckenverlauf
Die SR 924 beginnt bei Miami Lakes am Autobahnkreuz mit dem Palmetto Expressway (SR 826) und der Interstate 75. Zuerst werden die State Roads 823 und 953 gekreuzt, bevor nach knapp 8 km in Westview der Ausbauzustand als Schnellstraße endet. Anschließend werden die State Road 9 und darauf die SR 7/U.S. 441 sowie die Interstate 95 gekreuzt, bevor die State Road 1,5 km östlich der Interstate bei North Miami endet.

### Maut
Mautgebühren werden seit dem 7. Juni 2010 elektronisch erfasst. Der als Schnellstraße ausgebaute Teil der State Road besitzt pro Fahrtrichtung drei Mautbrücken, an denen jeweils $0,65 ($0,50 mit SunPass) kassiert werden.

## Geschichte
Der Bau der Strecke von Miami Lakes nach Westview wurde 1987 begonnen, und im Januar 1992 wurde die Schnellstraße eröffnet.